# Los Centenarios
Los Centenarios – jednostka osadnicza w Stanach Zjednoczonych, w stanie Teksas, w hrabstwie Webb.